# Antaura
Antaura ist ein weiblicher Dämon aus der griechischen und später römischen Mythologie, der Migräne hervorruft. Sie steigt aus dem Meer, um die Menschen heimzusuchen. Antaura wird oft mit einem Wind gleichgesetzt. Antaura geht auf Abyzou, einen sumerischen weiblichen Dämon zurück, der Kinder tötet.
Antaura kennt man u. a. seit dem Fund eines Goldtäfelchens aus dem 3. Jahrhundert n. Ch., das in Carnuntum, dem österreichischen Petronell-Carnuntum, in einem römischen Grab gefunden wurde. Dabei wird beschrieben wie Antaura aus dem Meer steigt, um die Menschen heimzusuchen und die griechische Göttin Artemis dies verhindert.
Diese Darstellung wurde in christlicher Zeit umgewandelt, aus Artemis, der Verhinderin der Migräne, wurde in der Folge Jesus Christus oder in der Ostkirche auch der Heilige Gregorius. Die Migräne wird dabei aufgefordert, sich Tieren oder der unbelebten Natur zuzuwenden, um den Menschen zu verschonen (Schadzauber).

## Mythologische Wurzeln
Die Wurzel zu Antaura ist in dem weiblichen Dämon Abyzou zu suchen, die in Mythen und den Erzählungen des sumerischen Nahen Osten vorkommt. Abyzou wird oft für Fehlgeburten und Kindersterblichkeit verantwortlich gemacht, da sie, die selber unfruchtbar ist, Mütter beneidet.
In der jüdischen Tradition wird Abyzou mit Lilith identifiziert, im koptischen Ägypten mit Gylou. Weitere Namen (Obizu, Obizuth, Obyzouth, Byzou, Alabasandria) existieren, da sie zehntausend Namen haben soll.
Abyzou ist oft mit Fisch- oder Schlangenattributen dargestellt.
Im Testament Salomos ist Abyzou mit einem grünlich leuchtenden Gesicht mit schlangenartigen Haaren beschrieben. Abyzou bezeugt Salomon, dass sie nicht schläft, sondern die Welt auf der Suche nach Frauen durchwandert, die kurz vor der Niederkunft stehen, und, wenn es ihr möglich ist, die Neugeborenen erwürgt. Sie kann nicht schlafen, bevor sie nicht pro Nacht ein Kind getötet hat. Abyzou bezeichnet sich auch als die Ursache für anderen Schaden, z. B. Taubheit, Augenprobleme und Schmerzen. Darauf lässt Salomon sie an ihren Haaren vor dem Tempel aufhängen.

## Antaura im Altertum
In der Antike wurde mit Antaura als weiblicher Dämon bezeichnet, der Kopfschmerzen hervorruft. Der Name Antaura bezeichnet einen bösen Gegenwind, z. B. den Scirocco oder den Föhn (beides sind klassische Auslöser für Migräneanfälle).
Durch am Körper getragene Schutzamulette (Phylakterion) versuchte man den Dämon abzuwehren.
In der Nähe des antiken Carnuntum, dem heutigen Petronell-Carnuntum, der wichtigen Limesstadt der römischen Grenze an der Donau, wurde bei einer Ausgrabung eines Steinsarkophages eine kleine Goldtafel gefunden. Der griechische Text stammt aus dem 3. Jahrhundert n. Chr. und soll gegen die Migräne helfen (damals waren viele Soldaten aus dem griechischsprachigen Ostteil des römischen Reiches an der Donau stationiert).
Der Text lautet:
Antaura stieg aus dem Meer,

sie schrie wie ein Hirsch,

sie erhob ein Gebrüll wie ein Rind.

Es begegnete ihr Artemis Ephestia:

„Antaura, wohin führst du das Kopfweh?

Doch nicht in die -----“
Hier bricht der Text durch eine Beschädigung der Tafel ab.
Aus Analogien kann man den Text weiter rekonstruieren: Antaura wollte sich in den Köpfen der Menschen niederlassen und Migräne hervorrufen. Artemis verbot ihr das und verbannte sie an einen anderen Ort.

## Weiterwirken im christlichen Mittelalter
Auch das Mittelalter folgt der Tradition, Krankheiten mit Amuletten und entsprechenden Sprüchen und Beschwörungen zu bekämpfen.
Dabei wurde die antike Darstellung der Antaura aber in christliches Gedankengut eingebettet. Nun sind es Jesus Christus oder ein Erzengel wie der Heilige Gregorius, der die Dämonin fragt, „wohin sie den halbseitigen Kopfschmerz, den Schmerz, der Kopf und Augen trifft und Entzündung, Tränen und Schwindel hervorruft“, trägt. Er warnt sie auch, sollte sie nicht davon ablassen, so wird sie in das menschenleere Gebirge verband, „wo kein Hund bellt und kein Hahn kräht“.
Aus der griechischen Antaura wird in den mittelalterlichen Texten entweder Aura („Windsbraut“) oder die neutrale Form Migräne.